# سیارک ۱۵۰۱۴۵
سیارک ۱۵۰۱۴۵ (به انگلیسی: 150145 Uvic، نامگذاری:1996BH1) صد و پنجاه هزار و صد و چهل و پنجمین سیارک کشف شده‌است که در ۲۳ ژانویه ۱۹۹۶ کشف شد.